# Constantin al X-lea Ducas
Constantin al X-lea Ducas (greacă Κωνσταντίνος Ι΄ Δούκας, Kōnstantinos X Doukas; n. 1006, Anatolia, Imperiul Roman de Răsărit – d. 22 mai 1067, Constantinopol, Imperiul Roman de Răsărit) a fost un împărat bizantin care a domnit din 1059 până la moartea sa, în 1067.

## Domnie
Constantin a fost de origine nobilă și a fost căsătorit de 2 ori. Prima soție a lui Constatin a fost fiica lui Constatin Dalasenos. Cea de a doua soție a fost nepoată a patriarhului Mihail Celularios și se numea Evdochia Makrembolitissa. Evdochia va juca un însemnat rol politic și după moartea soțului ei.
Din căsătoria cu Evdochia, Constantin al X-lea a avut mai mulți copii: pe Mihail, viitorul împărat Mihail al VII-lea (1071-1078); un fiu cu nume necunoscut mort în 1059; pe Andronic (cca 1057-1081), Constantin (1060-1081), Ana (ante 1057-post 1075), Teodora (ante1059-post1075) și Zoe (cca 1062-ante 1136).
La scurt timp după urcarea lui Constantin pe tron a fost organizat și un complot împotriva împăratului. Conform surselor, complotul s-ar fi desfășurat ziua de Sfântul Gheorghe, în timpul unei procesiuni la biserica Sfântul Gheorghe din cartierul Manganelor. De fapt, este vorba de o adevărată rebeliune la care au luat parte militari și chiar membri ai comandamentului flotei, sub conducerea eparhului orașului. Data acestei încercări este controversată. Unii cercetători plasează evenimentul în anul 1060 alții în 1061.
Pe la sfârșitul anului 1064 uzii au trecut Dunărea, năvălind în Imperiu și au înaintat nestingheriți, prădând Tracia și Macedonia și ajungând până aproape de Tesalonic. Apoi, din pricina iernii și a ciumei care i-a decimat dar și a trupelor din thema Bulgaria, uzii s-au retras. O parte dintre uzi au fost colonizați, după ce s-au predat în Macedonia și potrivit lui Attaliates, unii dintre șefii lor au primit înalte ranguri în ierarhia bizantină.
Tot în 1064-după un asediu de 3 luni, regele maghiar Solomon cucerește orașul Belgrad – poziție cheie a stăpânirii bizantine în Balcani.
În 1066, la cererea episcopului de Bari, bizantinii întreprind ultima încercare de recucerire a teritoriilor pierdute în sudul Italiei, corpul de mercenari varegi, trimis în ajutor, recucerind de la normanzi orașele Brindisi și Tarent.